# Pasithée (Néréide)
Pour les articles homonymes, voir Pasithée (homonymie).
Dans la mythologie grecque, Pasithée (en grec ancien Πασιθέη / Pasithéê) est une Néréide, fille de Nérée et de Doris, citée par Hésiode dans sa liste de Néréides. 

## Étymologie
Son nom signifie "La Toute-Divine".

## Famille
Ses parents sont le dieu marin primitif Nérée, surnommé le vieillard de la mer, et l'océanide Doris. Elle est l'une de leur multiples filles, les Néréides, généralement au nombre de cinquante, et a un unique frère, Néritès. Pontos (le Flot) et Gaïa (la Terre) sont ses grands-parents paternels, Océan et Téthys ses grands-parents maternels.